# Баур, Грация
Грация Арабелла Баур (нем. Gracia Arabella Baur, род. 18 ноября 1982, Мюнхен, Германия) — немецкая певица, представительница Германии на конкурсе песни Евровидение 2005.

## Биография
Родилась в 1982 году в Мюнхене в семье Романа и Розмари Баур. Родители назвали Грацию в честь княгини Монако Грейс Келли, умершей за несколько недель до рождения будущей исполнительницы. Её сестра-близнец была названа Патрисией (второе личное имя Келли).
В юности брала уроки вокала. С детства мечтая стать профессиональной певицей, Грация записывает демозапись и участвует в нескольких прослушиваниях, а в 2000 году предпринимает попытку участия в немецкой версии проекта «Стань звездой». Вскоре приняла участие в первом сезоне телешоу «Deutschland sucht den Superstar», на котором заняла пятое место. Выпущенный впоследствии альбом «Intoxicated» занимает десятое место в местном чарте, было продано более 50000 экземпляров. Синглы с альбома — «I don’t think so» и «I believe in miracles» также занимают лидирующие позиции не только немецкого, но и австрийского и швейцарского чартов. Участвовала во временном проекте «4 United» вместе с Даниэлем Кюбльбоком (второе место на «Deutschland sucht den Superstar»), Нектариосом Бамиатисом и Штефани Браукмайер; участники квартета выпустили благотворительный диск «Не Close Your Eyes», также занявший места в хит-парадах.
В 2004 записала саундтрек к немецкой версии диснеевского мультфильма «Братец медвежонок».
В 2005 победила на немецком отборочном этапе конкурса Евровидение с песней «Run and hide», получив около 52 % поддержки телезрителей. Тем не менее, конкурсная песня провалилась на самом конкурсе — с четырьмя баллами (2 от Монако и 2 от Молдавии), певица заняла последнее место. «Кому-нибудь всё равно пришлось бы стать последним» — так прокомментировала она свою неудачу. В связи с этим ЕВС получила обвинение в фальсификации голосов, однако это было опровергнуто позднее. После скандала с итогами конкурса певица выпускает альбом «Passion», на который вошёл в том числе и трек «Run and hide».
Предшествующие события сильно повлияли на популярность Баур. В дальнейшем она выпустила несколько синглов, с переменным успехом входившие в национальные хит-парады немецкоговорящих стран, а к 2011 году практически покинула музыкальную индустрию.
Замужем за своим продюсером Дэвидом Брандесом.

## Дискография

### Альбомы
- Intoxicated (2003)
- Passion (2005)

### Синглы
- I Don’t Think So (2003)
- I Believe In Miracles (2003)
- Run & Hide (2005)
- When The Last Tear’s Been Dried (2005)
- Never Been (2006)
- Cos I believe (2006)
- Christmas Is Calling (2009)